# Марс-4
Марс-4 је био совјетски вјештачки сателит (аутоматска научно-истраживачка станица) намијењен за истраживање планете Марс. Лансиран је 21. јула 1973.

## Ток мисије
Марс-4, 5, 6, и 7 су лансирани у јулу и августу 1973. Два су подешена за орбитални рад, а два су били у суштини капсуле за спуштање на планету. Марс-4 је требало да постане сателит Марса, и да прикупља податке из орбите око њега.
Није ушао у орбиту због рачунарске грешке, прошавши поред планете на удаљености од 1.844 км. Послао је неколико фотографија заједно са открићем јоносфере на ноћној страни Марса.

## Основни подаци о лету
- Датум лансирања: 21. јул 1973.
- Ракета носач: Протон
- Мјесто лансирања: Тјуратам, Бајконур
- Маса сателита (kg): 2.270